# Józefa Kobylińska
Józefa Kobylińska zd. Krzysztofiak, primo voto Bodnarowska (ur. 6 stycznia 1929 w Mszanie Dolnej) – profesor doktor habilitowana filologii polskiej, o specjalnościach dialektologia, językoznawstwo polskie i stylistyka.

## Życiorys
Od 1951 związana z Wyższą Szkołą Pedagogiczną w Krakowie. W latach 1981–1986 prodziekan, a od 1986 do 1989 dziekan Wydziału Humanistycznego WSP. Od października 1999 na emeryturze. Autorka wielu książek i publikacji w pismach naukowych z dziedziny językoznawstwa. Badaczka m.in. gwary zagórzańskiej. Była członkini Rady Naukowej Związku Podhalan i wieloletnia członkini Polskiego Towarzystwa Ludoznawczego.
Należała do Polskiej Zjednoczonej Partii Robotniczej. Pełniła m.in. funkcję I sekretarza OOP w WSP w Krakowie.
10 grudnia 2017 roku wypadła 70 rocznica założenia oddziału PTL w Mszanie Dolnej i tego dnia Józefa Kobylińska została mianowana honorowym członkiem PTL.

## Publikacje
- Rozwój form dopełniacza liczby pojedynczej rzeczowników rodzaju męskiego w języku polskim 1968
- Słowniki w nauczaniu języka polskiego 1973 współautorka z Anną Dyduchową
- Gwara w utworach Władysława Orkana 1990 Kraków, Wydawnictwo Naukowe Wyższej Szkoły Pedagogicznej
- Świat językowy Władysława Orkana. Słowa i stereotypy 1997
- Słownictwo gwary gorczańskiej (zagórzańskiej) 2001
- Studia nad językiem ksiąg gromadzkich wsi Kasina Wielka 1513-1804 2013

## Odznaczenia
- Krzyż Kawalerski Orderu Odrodzenia Polski
- Złoty Krzyż Zasługi
- Srebrny Krzyż Zasługi
- Medal Komisji Edukacji Narodowej
- Odznaka Zasłużonego Działacza Kultury[5]
- Srebrna Odznaka Honorowa Województwa Małopolskiego – Krzyż Małopolski[8]